# أماندا إلمور
أماندا إلمور (بالإنجليزية: Amanda Elmore)‏ هي مجدفة أمريكية، ولدت في 13 مارس 1991 في ويست لافاييت في الولايات المتحدة.

## وصلات خارجية
- أماندا إلمور على موقع الاتحاد الدولي للتجديف (الإنجليزية)
- أماندا إلمور على موقع اللجنة الأولمبية الدولية (الإنجليزية)
- أماندا إلمور على موقع أوليمبيديا (الإنجليزية)